# Prelaz Simplon
Prelaz Simplon (italijansko Sempione, nemško Simplonpass) je cestni prelaz v Peninskih Alpah in je del glavne ceste št. 9. Gre za državno cesto tretje kategorije.

## Položaj
Je na nadmorski višini 2005 m nad dolino Rone v švicarskem kantonu Valais in povezuje Val d'Ossola v italijanski pokrajini Verbano-Cusio-Ossola in jezero Maggiore. Cesta čez prelaz se na severni strani začne v Brigu in vodi do prelaza Simplon s hospicem. Na južni strani prelaza je vas Simplon in mejna občina Gondo. V Italiji so kraji Iselle, Varzo in Domodossola.
Na južni strani se nad prelazom dviguje tudi 3984,5 m visoka gora Fletschhorn z ledenikom.
Na sedlu obstajata dve naravni jezeri, Rotelsee za hospicem in Hopschelsee, ki leži na drugi strani doline. V zadnjih letih so naredili še dve umetni jezeri.

## Zgodovina
V sredini 17. stoletja je čez prelaz vodila mulatjera, nad katero je imel monopol lastnik soli Kaspar Stockalper. Na vrhu je zgradil ubožnico in skladišče za surovine, tako imenovan Stockalperturm. V tem obdobju so blago čez prelaz prenašali mulovodci z mulami. Ta tradicionalna metoda prenašanja blaga je bila pogosta v Valaisu do 20. stoletja.
Prelaz je dobil nacionalni pomen šele, ko je Napoleon I. med 1801-1805 utrdil slabo cesto za prevoz njegovega topništva. Od takrat je čez Simplon vozila tudi poštna kočija. Leta 1801 se je začel po Napoleonovem naročilu graditi tudi Simplon hospic, ki je bil po avguštinskih normah hospica na prelazu Veliki Sveti Bernard zaključen leta 1831.
Po načrtih nacionalne avtocestne mreže sredi 20. stoletja, se je cesta čez prelaz kot A9 vključila v državno cestno omrežje in v 70-ih in 80-ih letih zgradili številne mostove, na primer Ganterbrücke in galerije. Zgodovinska Napoleonova cesta je bila uničena na daljših odsekih. Danes je Simplon pomemben prelaz v Švici in je postal tranzitna pot za težka tovorna vozila, ki ga na leto prevozi okoli 80.000 tovornjakov (2007). Čeprav gre za državno cesto se na cesto čez prelaz Simplon lahko potuje tudi s kolesom.
Pod prelazom je bil med1898-1921 zgrajen predor Simplon, železniški bazni predor. Prelaz je strelišče za redne vaje topništva švicarske vojske. 

## Turizem
Na področju Simplona so številne pohodniške poti, tako je na primer od Simplon Hospica do vasi Simplon približno 4 ½ ure hoje. Prelaz Simplon je dostopen iz Brig do Domodossoli s švicarskim poštnim avtobusom.